# Pietro di Domenico da Montepulciano
Pietro di Domenico da Montepulciano (XV secolo) è stato un pittore italiano, che operó prevalentemente nelle Marche.

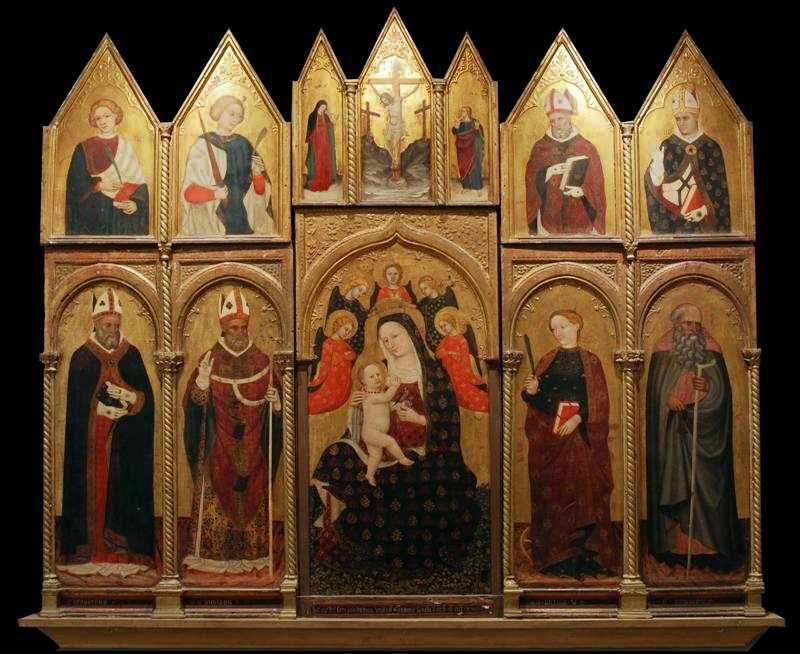
Il Polittico di Osimo.

Più che di Montepulciano toscano, sembra originario di Montepulciano  di Filottrano, nelle Marche, dove ebbe una bottega e dove furono trovate varie sue opere. Venne anche detto Pietro da Recanati, in base ad alcuni documenti che ne attesterebbero il radicamento in tale localitá. Infine fu definitivamente identificato da Umberto Gnoli come Pietro di Domenico da Montepulciano dopo la presentazione della tavola della Madonna dell'Umiltà al Metropolitan Museum di New York nel 1908.

## Opere

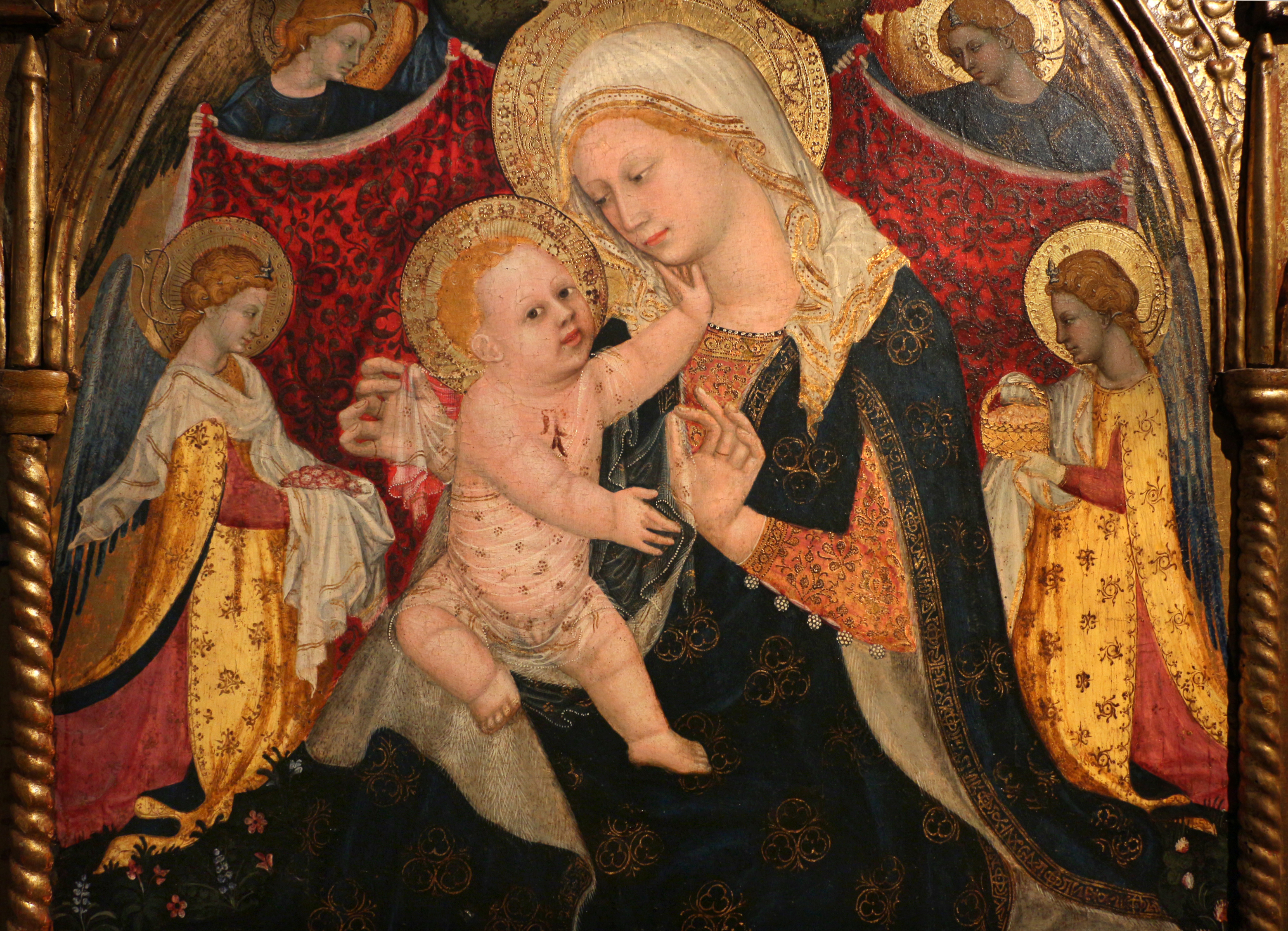
Polittico di Recanati (part.)

- Incoronazione della Vergine, Raccolta Kress, New York (attribuito).
- Madonna dell'umiltà e angeli, 1420, Metropolitan Museum (proveniente dai Camaldoli di Napoli, firmato e datato: Petrus Dominici de Monte Pulitiano, pinxit AD 1420).
- Polittico di Osimo, 1418, Museo diocesano, Osimo
- Madonna Addolorata, resto d'affresco attribuito, 1418-20[4], Basilica di San Giuseppe da Copertino, Osimo.
- Cappella del convento di San Nicolò, 1418-22, Osimo
- Polittico di San Vito o  Polittico di Recanati, 1422, Museo civico Villa Colloredo Mels, Recanati
- Madonna col Bambino tra San Domenico e San Pietro martire, 1427-28, Chiesa di San Marco, Osimo.
- Madonna della Misericordia, Musée du Petit Palais, Avignone
- Madonna con Bambino, Chiesa di Santa Maria di Castelnuovo, Recanati (attribuito)
- Madonna del latte, Chiesa di Sant'Agnese (Montepulciano) (attribuito).

Il quadro del Metropolitan di New York é firmato dall'autore Pietro di Domenico da Montepulciano come di seguito: Petrus Dominici de Monte Pulitiano o Politiano. AD 1420. Il nome Monte Pulitiano o Politiano é relativo soltanto ed esclusivamente alla città di Montepulciano in Provincia di Siena, ed è apparso le prime volte nei primi secoli del secondo millennio, mentre il paese di Filottrano nelle Marche appare nell'archivio di quel paese soltanto nel XVIII-XIX secolo. Pietro di Domenico pare sia nato verso il termine del XIV secolo.